# Петар Мичин
Петар Мичин (серб. Петар Мићин; нар. 29 вересня 1998, Новий Сад, ФР Югославія) — сербський футболіст, вінґер луганської «Зорі».

## Клубна кар'єра

### «Воєводина»
Народився в місті Новий Сад. Вихованець молодіжної академії «Воєводини», до складу першої команди якої приєднався у віці 18 років. Оскільки Петар відновлювався від травми, то не проходив повну підготовку з першою командою, через що було вирішено відправити його в оренду. Свої перші шість місяців у дорослому футболі як бонусний гравець у місцевому клубі «Црвена Звезда», де грав за подвійною реєстрацією у другій половині сезону 2016/17 років у Сербській лізі Воєводина. У Сербській лізі Воєводини зіграв 11 матчів та відзначився 3-ма голами. Влітку 2017 року повернувся до «Воєводини», пройшов передсезонну підготовку у першій команді. У Суперлізі Сербії дебютував 21 липня 2017 року в переможному (1:0) домашньому матчі проти «Чукаричок». Невдовзі після офіційного дебюту за першу команду подав до клубу за невиплату заробітної плати попросив керівництво клубу про трансфер, через що керівництво клубу відсторонило його від тренувань з першою командою до завершення розгляду спору. Спір завершивс на користь гравця, тому з припиненням попереднього стипендіального контракту став вільним агентом.

### «Чукарички»
В останній день літнього трансферного вікна 2017 року Мічін підписав 5-річний професійний контракт з «Чукаричками». Першим голом за нову команду відзначився в своєму дебютному матчі (на 77-й хвилині), 8 вересня 2017 року в переможному (2:0) виїзному матчі 8-го туру проти «Мачви». 20 вересня відзначився 2-ма голами у переможному (3:0) кубковому матчі проти «Ягодини», На наступному етапі вище вказаного змагання відзначився голом у воротах «Златибор» (Чаєтина) й приніс мінімальну перемогу команді. Окрім цього, ця поразка стала єдиною для «Златибора» у кубку Сербії. Нарешті, 26 листопада 2017 року Мічін відзначився своїм п’ятим голом у першій половині сезоні, проти бєлградської «Црвени Звезди». Загалом за півсезону відзначився 5-ма голами у 15-ти матчах.

### «Удінезе» та оренда в «К'єво»
На початку 2018 року перейшов до «Удінезе», але вже влітку того ж року його вперше віддали в оренду в «К'єво». Це був його третій клуб протягом одного сезону, оскільки Петар зіграв один матч за «Воєводину» перед переходом у «Чукарички», через що виступав за «К'єво» лише в Прімавері. Контракт із «Чукарички» офіційно розірвали після закінчення сезону.
На початку наступного сезону приєднався до «Удінезе». Дебютував у першій команді 26 травня 2019 року в матчі останнього туру сезону Сері] A проти «Кальярі», в якому вийшов на поле на 88-й хвилині замість Роландо Мандрагори. «Удінезе» виграв матч з рахунком 2:1, завдяки чому забезпечив собі 12-е місце в Серії А за підсумками сезону.

#### Оренда в «Чукарички»
2 вересня 2019 року повернувся в «Чукарички», цього разу в оренду.

#### Оренда в «Середь»
Напередодні закриттям літнього трансферного вікна, 6 вересня 2021 року, підписав орендну угоду з «Середем», до грудня 2021 року.

### «Напредак» (Крушевац)
11 липня 2022 року підписав 2-річний контракт з «Напредаком» (Крушевац). В інтерв'ю, яке він дав через місяць, зазначив, що прибув у клуб без підготовки і після відновлення від операції на меніску. У футболці «Напредака» в 16-и зіграних матчах чемпіонату не відзначився жодними результативними діями. Єдиним голом у футболці вище вказаного клубу відзначився у 1/8 фіналу Кубку Сербії проти «Інджії». У грудні того ж року розірвав контракт з «Напредаком».

### «Раднички» (Ниш)
На початку 2023 року перейшов до нишських «Радничок», де пройшов зимові збори та дебютував під керівництвом тренера Ненада Лалатовича.

### «Зоря» (Луганськ)
На початку серпня 2023 року підписав контракт з «Зорею». У футболці луганського клубу дебютував 6 серпня 2023 року в програному (1:3) домашньому поєдинку 2-го туру Прем'єр-ліги України проти криворізького «Кривбасу». Мичин вийшов на поле на 57-й хвилині замість Дмитра Мишньова.

## Кар'єра в збірній
У вересні 2016 року зіграв за юнацьку збірну Сербії (U-17) у двоматчевому протистоянню з білоруськими однолітками. У 2016 році зіграв один матч офіційний за юнацьку збірну Сербії (U-17), 17 жовтня у переможному (1:0) домашньому матчі кваліфікації юнацького (U-17) чемпіонату Європи 2015 року проти Мальти у Старій Пазові, в якому вийшов на поле в стартовому складі.
Восени 2017 року Петара запросив до молодіжої збірної головний тренер Горан Джорович. 10 листопада 2017 року дебютував у молодіжній збірній країні, у переможному (3:1) виїзному поєдинку кваліфікації молодіжного чемпіонату Європи 2019 року проти Австрії в Марії Енцерсдорфі, в якому вийшов у стартовому складі. Окрім офіційних, також вийшов у складі на товариський матч з Катаром у грудні того ж року. Також отримував запрошення на матч молодіжних збірних Чорногорії та Північної Македонії в листопаді 2018 року.

## Статистика виступів

### Клубна
Станом на 2 серпня 2023.
|                                                   |                    |                         |    |   |   |   |   |   |   |   |    |    |  |  |
| «Црвена Звезда» (Новий Сад) (подвійна реєстрація) | 2016/17            | Сербська ліга Воєводина | 11 | 3 | — | — | — | — | — | — | 11 | 3  |  |  |
|                                                   |                    |                         |    |   |   |   |   |   |   |   |    |    |  |  |
| «Воєводина»                                       | 2016/17.           | Суперліга Сербії        | 0  | 0 | 0 | 0 | — | — | — | — | 0  | 0  |  |  |
| «Воєводина»                                       | 2017/18.           | Суперліга Сербії        | 1  | 0 | — | — | 0 | 0 | — | — | 1  | 0  |  |  |
| «Воєводина»                                       | Загалом            | Загалом                 | 1  | 0 | 0 | 0 | 0 | 0 | — | — | 1  | 0  |  |  |
|                                                   |                    |                         |    |   |   |   |   |   |   |   |    |    |  |  |
| «Чукарички»                                       | 2017/18.           | Суперліга Сербії        | 15 | 2 | 2 | 3 | — | — | — | — | 17 | 5  |  |  |
|                                                   |                    |                         |    |   |   |   |   |   |   |   |    |    |  |  |
| «К'єво» (оренда)                                  | 2017/18            | Серія A                 | —  | — | — | — | — | — | — | — | 0  | 0  |  |  |
|                                                   |                    |                         |    |   |   |   |   |   |   |   |    |    |  |  |
| «Удінезе»                                         | 2018/19            | Серія A                 | 1  | 0 | 0 | 0 | — | — | — | — | 1  | 0  |  |  |
| «Удінезе»                                         | 2019/20            | Серія A                 | 0  | 0 | — | — | — | — | — | — | 0  | 0  |  |  |
| «Удінезе»                                         | 2020/21            | Серія A                 | 1  | 0 | 0 | 0 | — | — | — | — | 1  | 0  |  |  |
| «Удінезе»                                         | 2021/22            | Серія A                 | 0  | 0 | — | — | — | — | — | — | 0  | 0  |  |  |
| «Удінезе»                                         | Загалом            | Загалом                 | 2  | 0 | 0 | 0 | — | — | — | — | 2  | 0  |  |  |
|                                                   |                    |                         |    |   |   |   |   |   |   |   |    |    |  |  |
| «Чукарички» (оренда)                              | 2019/20            | Суперліга Сербії        | 11 | 0 | 4 | 0 | — | — | — | — | 15 | 0  |  |  |
| «Чукарички» (оренда)                              | Загалом            | Загалом                 | 26 | 2 | 6 | 3 | — | — | — | — | 32 | 5  |  |  |
|                                                   |                    |                         |    |   |   |   |   |   |   |   |    |    |  |  |
| «Середь» (оренда)                                 | 2021/22.           | Суперліга Словаччини    | 13 | 1 | 0 | 0 | — | — | — | — | 13 | 1  |  |  |
|                                                   |                    |                         |    |   |   |   |   |   |   |   |    |    |  |  |
| «Напредак» (Крушевац)                             | 2022/23.           | Суперліга Сербії        | 16 | 0 | 1 | 1 | — | — | — | — | 17 | 1  |  |  |
|                                                   |                    |                         |    |   |   |   |   |   |   |   |    |    |  |  |
| «Раднички» (Ниш)                                  | 2022/23.           | Суперлига Србије        | 16 | 1 | 1 | 0 | — | — | 2 | 0 | 19 | 1  |  |  |
| «Раднички» (Ниш)                                  | 2023/24.           | Суперлига Србије        | 0  | 0 | — | — | — | — | — | — | 0  | 0  |  |  |
| «Раднички» (Ниш)                                  | Загалом            | Загалом                 | 16 | 1 | 1 | 0 | — | — | 2 | 0 | 19 | 1  |  |  |
|                                                   |                    |                         |    |   |   |   |   |   |   |   |    |    |  |  |
| Усього зха кар'єру                                | Усього зха кар'єру | Усього зха кар'єру      | 85 | 7 | 8 | 4 | 0 | 0 | 2 | 0 | 95 | 11 |  |  |
|                                                   |                    |                         |    |   |   |   |   |   |   |   |    |    |  |  |

1. ↑  У першому раунді кваліфікації Ліги Європи «Воєводина» зустрілася з «Ружомбероком».[46]
2. ↑  Сюди увійшли всі сезони, в яких він виступав за клуб.[54]
3. ↑  Матчі у плей-оф за збереження місця в чемпіонаті.[57]

### У збірній
| Юнацька збірна Сербії з футболу (U-17) | Юнацька збірна Сербії з футболу (U-17)      | Юнацька збірна Сербії з футболу (U-17)      | Юнацька збірна Сербії з футболу (U-17)      | Юнацька збірна Сербії з футболу (U-17)      | Юнацька збірна Сербії з футболу (U-17)      | Юнацька збірна Сербії з футболу (U-17)      | Юнацька збірна Сербії з футболу (U-17)      | Юнацька збірна Сербії з футболу (U-17) | Юнацька збірна Сербії з футболу (U-17) |
| #                                      | Дата                                        | Змагання                                    | Місце                                       | Вдома                                       | Рахунок                                     | На виїзді                                   | Хв.                                         | Гол                                    | Пос.                                   |
| -------------------------------------- | ------------------------------------------- | ------------------------------------------- | ------------------------------------------- | ------------------------------------------- | ------------------------------------------- | ------------------------------------------- | ------------------------------------------- | -------------------------------------- | -------------------------------------- |
| 1.                                     | 16 вересня 2014                             | Товариський матч                            | Міський стадіон, Молодечно                  | Білорусь                                    | 0 : 0                                       | Сербія                                      |                                             | [ 59 ]                                 |                                        |
| 2.                                     | 18 вересня 2014                             | Товариський матч                            |                                             | Білорусь                                    | 0 : 0                                       | Сербія                                      |                                             | [ 60 ]                                 |                                        |
| 3.                                     | 17 жовтня 2014                              | кваліфікація чемпіонату Європи              | Спортивний центр ФА Сербії, Стара Пазова    | Сербія                                      | 1 : 0                                       | Мальта                                      |                                             | [ 61 ]                                 |                                        |
| 3                                      | Загальна кількість матчів та забитих м'ячів | Загальна кількість матчів та забитих м'ячів | Загальна кількість матчів та забитих м'ячів | Загальна кількість матчів та забитих м'ячів | Загальна кількість матчів та забитих м'ячів | Загальна кількість матчів та забитих м'ячів | Загальна кількість матчів та забитих м'ячів | 0                                      |                                        |

| Юнацька збірна Сербії з футболу (U-20) | Юнацька збірна Сербії з футболу (U-20)                                 | Юнацька збірна Сербії з футболу (U-20)                                 | Юнацька збірна Сербії з футболу (U-20)                                 | Юнацька збірна Сербії з футболу (U-20)                                 | Юнацька збірна Сербії з футболу (U-20)                                 | Юнацька збірна Сербії з футболу (U-20)                                 | Юнацька збірна Сербії з футболу (U-20) | Юнацька збірна Сербії з футболу (U-20) | Юнацька збірна Сербії з футболу (U-20) |
| #                                      | Дата                                                                   | Змагання                                                               | Місце                                                                  | Вдома                                                                  | Рахунок                                                                | На виїзді                                                              | Хв.                                    | Гол                                    | Пос.                                   |
| -------------------------------------- | ---------------------------------------------------------------------- | ---------------------------------------------------------------------- | ---------------------------------------------------------------------- | ---------------------------------------------------------------------- | ---------------------------------------------------------------------- | ---------------------------------------------------------------------- | -------------------------------------- | -------------------------------------- | -------------------------------------- |
| 1.                                     | 15 листопада 2018                                                      | Товариський матч                                                       | Стадіон під Малим Брдом, Петровац на Мору                              | Чорногорія                                                             | 1 : 0                                                                  | Сербія                                                                 |                                        | [ 62 ]                                 |                                        |
| 1                                      | Загальна кількість матчів, забитих м'ячів і хвилин, проведених на полі | Загальна кількість матчів, забитих м'ячів і хвилин, проведених на полі | Загальна кількість матчів, забитих м'ячів і хвилин, проведених на полі | Загальна кількість матчів, забитих м'ячів і хвилин, проведених на полі | Загальна кількість матчів, забитих м'ячів і хвилин, проведених на полі | Загальна кількість матчів, забитих м'ячів і хвилин, проведених на полі | 0                                      |                                        |                                        |

| Дата       | Місто                     | Господарі  | Результат | Гості  | Турнір                             | Голи | Примітки |
| ---------- | ------------------------- | ---------- | --------- | ------ | ---------------------------------- | ---- | -------- |
| 10-11-2017 | Марія-Энцерсдорф          | Австрія    | 1 – 3     | Сербія | Кваліфікація молодіжного Євро-2019 | -    | 64'      |
| 14-11-2017 | Єреван                    | Вірменія   | 0 – 1     | Сербія | Кваліфікація молодіжного Євро-2019 | -    | 56'      |
| 23-3-2018  | Гібралтар                 | Гібралтар  | 0 – 6     | Сербія | Кваліфікація молодіжного Євро-2019 | -    | 81'      |
| 27-3-2018  | Новий Сад                 | Сербія     | 0 – 1     | Італія | Товариський матч                   | -    | 75'      |
| 15-11-2018 | Петровац на Мору          | Чорногорія | 1 – 0     | Сербія | Товариський матч                   | -    |          |
| 26-3-2019  | Гродзиськ-Велькопольський | Польща     | 0 – 2     | Сербія | Товариський матч                   | -    | 58'      |
| Усього     |                           | Матчів     | 6         |        | Голів                              | 0    |          |